# Qatar ExxonMobil Open 2023
Qatar ExxonMobil Open 2023 — тенісний турнір, що проходив на кортах з твердим покриттям у місті Доха, Катар з 20 до 26 лютого. Належав до категорії ATP 250.

## Фінальна частина

### Одиночний розряд
Данило Медведєв —  Енді Маррей 6–4, 6–4

### Парний розряд
Роган Бопанна /  Меттью Ебден —  Констан Лестьєнн /  Ботік ван де Зандсгулп 6–7(5–7), 6–4, [10–6]